# 潭江镇
潭江镇，是中华人民共和国广东省梅州市丰顺县下辖的一个乡镇级行政单位。

## 行政区划
潭江镇下辖以下地区：
潭江社区、潭江村、枫坑村、胜溪村、粉且村、大胜村、富溪村、降福村、丹竹洋村、溪西村、三洲溪村、官上村、官溪村、官下村、社且村、然新村、箭竹村、银溪村和凤坪村。